# Jan Vondra
Jan Vondra (* 14. August 1977) ist ein tschechischer Badmintonspieler. 

## Karriere
Jan Vondra nahm 2001 und 2003 an den Weltmeisterschaften teil, bevor er 2005 erstmals nationaler Meister wurde. 2005 siegte er auch bei den Kenya International. 2006 war er bei den Romanian International erfolgreich, 2008 bei den Slovenian International.

## Sportliche Erfolge
| Saison | Veranstaltung                                   | Disziplin    | Platz | Name                            |
| ------ | ----------------------------------------------- | ------------ | ----- | ------------------------------- |
| 1993   | Tschechische Einzelmeisterschaften der Junioren | Herreneinzel | 1     | Jan Vondra                      |
| 1994   | Hungarian Juniors                               | Herreneinzel | 1     | Jan Vondra                      |
| 1994   | Tschechische Einzelmeisterschaften der Junioren | Herrendoppel | 1     | Jan Vondra / Martin Augustyn    |
| 1995   | Tschechische Einzelmeisterschaften der Junioren | Herreneinzel | 1     | Jan Vondra                      |
| 2001   | Weltmeisterschaft                               | Mixed        | 17    | Jan Vondra / Markéta Koudelková |
| 2003   | Weltmeisterschaft                               | Herreneinzel | 33    | Jan Vondra                      |
| 2005   | Kenya International                             | Herrendoppel | 1     | Jan Fröhlich / Jan Vondra       |
| 2005   | Tschechische Einzelmeisterschaften              | Herrendoppel | 1     | Jan Fröhlich / Jan Vondra       |
| 2006   | Romanian International                          | Herreneinzel | 1     | Jan Vondra                      |
| 2006   | Mauritius International                         | Herreneinzel | 3     | Jan Vondra                      |
| 2007   | Mauritius International                         | Herrendoppel | 3     | Jan Vondra / Petr Koukal        |
| 2008   | Slovenian International                         | Herreneinzel | 1     | Jan Vondra                      |